# NSTC FC
El National Sports Training Center Football Club (en español: Club de Fútbol del Centro Nacional de Entrenamiento Deportivo), conocido simplemente como NSTC FC, es un equipo de fútbol de la República de China que juega en la City A-League, la primera división de fútbol en el país.

## Historia
Fue fundado en el año 1960 en la ciudad de Tainan con el nombre Lukuang FC (en chino: 陸光足球隊) y era el equipo que representaba a la fuerza armada de la República de China, por lo que era requisito haber cumplido con el servicio militar para estar en el club. Se convirtió en uno de los equipos fundadores de la Liga de Fútbol Enterprise en 1983 y era también el equipo que aportaba más jugadores para la selección nacional durante la década de los años 1980s.
En el 2000 el club abandona la liga a consecuencia de la reforma militar que se hizo en la República de China, pero en el 2003 el club retorna a la liga como TNSTC FC luego de fusionarse con el  National Sports Training Center.

## Nombres del Club
Entre 2006 y 2008 el club usó tres nombres diferentes antes de usar su nombre actual:
- 2006: Fubon Financial Holding Co. (富邦金控)
- 2007: Chateau Beach Resort Kenting (墾丁夏都沙灘酒店)
- 2008: National Sports Training Center (國家運動選手訓練中心)

## Jugadores

### Plantel
- Actualizado el 26 de Junio de 2022

- = Capitán

## Entrenadores

### Entrenadores destacados
- Jong Chien-wu (鍾劍武), 1991